# Noorwegen op het Eurovisiesongfestival 2018

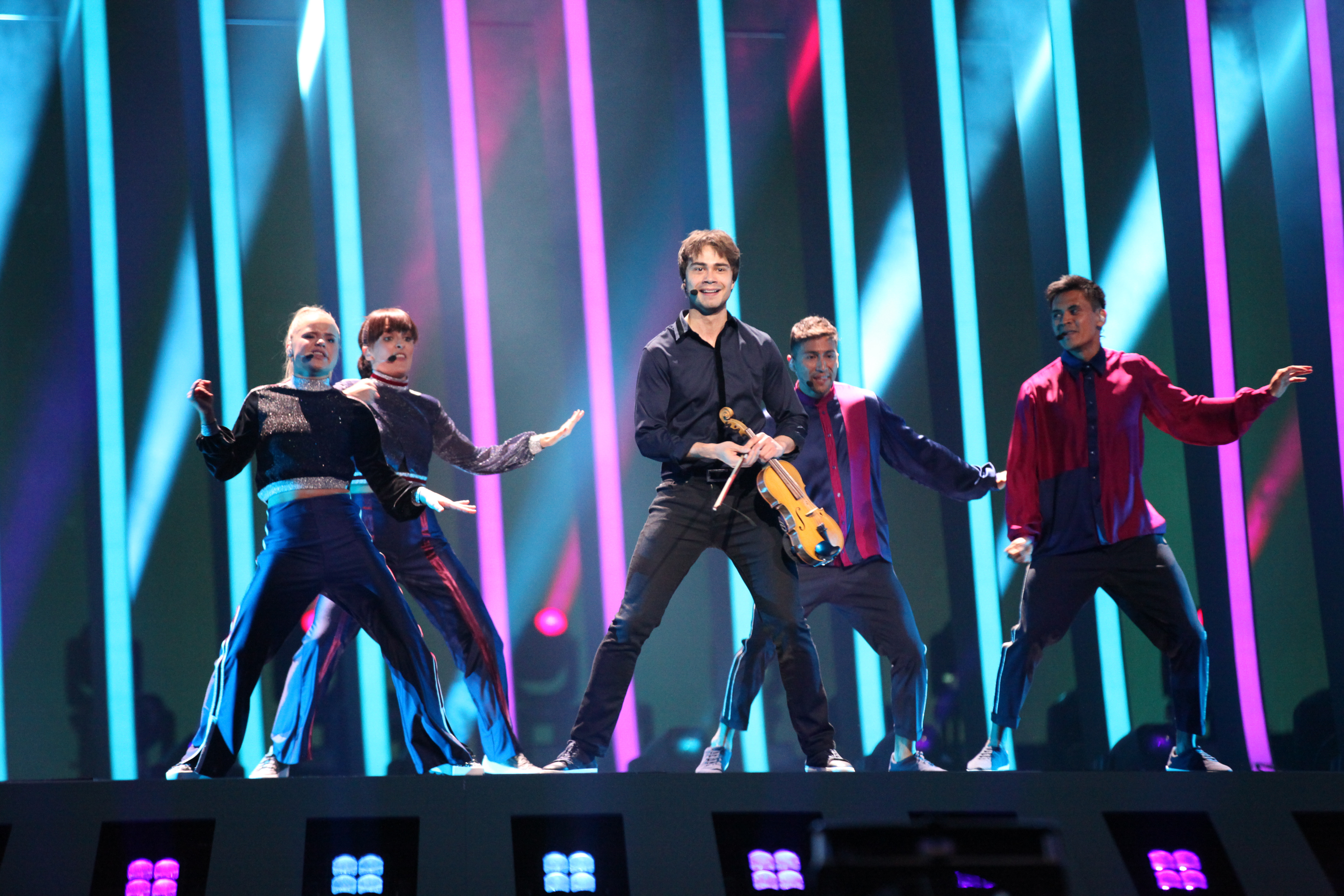
Alexander tijdens het Songfestival in Lissabon.

Noorwegen nam deel aan het Eurovisiesongfestival 2018 in Lissabon, Portugal. Het was de 57ste deelname van het land aan het Eurovisiesongfestival. NRK was verantwoordelijk voor de Noorse bijdrage voor de editie van 2018.

## Selectieprocedure
Op 15 mei 2017, amper twee dagen na afloop van het Eurovisiesongfestival 2017, maakte de Noorse openbare omroep bekend te zullen deelnemen aan de 63ste editie van het Eurovisiesongfestival. De inschrijvingen voor Melodi Grand Prix waren zelfs reeds op 31 januari 2017 geopend. De inschrijvingsperiode liep tot 10 september 2017. Er werden in totaal 1200 inzendingen ontvangen. Vervolgens ging een selectiecomité aan de slag om tien acts te selecteren voor deelname aan Melodi Grand Prix 2018. Hun namen werden op 15 januari 2018 vrijgegeven.
Net als de voorgaande jaren koos NRK ervoor slechts één show te organiseren. De nationale finale werd uitgezonden vanuit hoofdstad Oslo, meer bepaald het Oslo Spektrum. De show werd gepresenteerd door Kåre Magnus Bergh en Silya Nymoen. Alexander Rybak, winnaar van het Eurovisiesongfestival 2009, ging uiteindelijk met de overwinning aan de haal.

## Melodi Grand Prix 2018
10 maart 2018
| Volgorde | Artiest            | Lied                        |
| -------- | ------------------ | --------------------------- |
| 1        | Stella & Alexandra | You got me                  |
| 2        | Aleksander Walmann | Talk to the hand            |
| 3        | Ida Maria          | Scandilove                  |
| 4        | Nicoline           | Light me up                 |
| 5        | Tom Hugo           | I like I like I like        |
| 6        | Charla K           | Stop the music              |
| 7        | Alejandro Fuentes  | Tengo otra                  |
| 8        | Vidar Villa        | Moren din                   |
| 9        | Rebecca            | Who we are                  |
| 10       | Alexander Rybak    | That's how you write a song |

Zilveren finale
| Plaats | Artiest            | Lied                        | Stemmen |
| ------ | ------------------ | --------------------------- | ------- |
| 1      | Alexander Rybak    | That's how you write a song | 133.164 |
| 2      | Rebecca            | Who we are                  | 46.260  |
| 3      | Stella & Alexandra | You got me                  | 29.784  |
| 4      | Aleksander Walmann | Talk to the hand            | 7.927   |

Gouden finale
| Plaats | Artiest         | Lied                        | Stemmen |
| ------ | --------------- | --------------------------- | ------- |
| 1      | Alexander Rybak | That's how you write a song | 306.393 |
| 2      | Rebecca         | Who we are                  | 123.504 |

## In Lissabon
Noorwegen trad aan in de tweede halve finale, op donderdag 10 mei 2018. Alexander Rybak was als eerste van achttien artiesten aan de beurt, gevolgd door The Humans uit Roemenië. Het was het 1500ste nummer in de geschiedenis van het Eurovisiesongfestival. Noorwegen won de tweede halve finale en wist zo door te stoten naar de finale. Daarin was Alexander Rybak als zevende van 26 artiesten aan de beurt, net na Elina Netsjajeva uit Estland en gevolgd door Cláudia Pascoal uit Portugal. Noorwegen eindigde uiteindelijk op de vijftiende plaats.